# Felipe Arteiro
Felipe Benazzi Arteiro (Osasco, 17 dicembre 1988) è un giocatore di calcio a 5 brasiliano naturalizzato italiano.

## Carriera

### Club
Soprannominato Patinho, Arteiro è un universale utilizzato prevalentemente come laterale; in possesso della doppia cittadinanza, è uno dei pochi oriundi formati in Italia essendo stato tesserato dall'Aosta quando aveva 16 anni. Con i valdostani il giocatore ha esordito in prima squadra, giocando per due stagioni in Serie A2. È quindi passato in prestito a diverse società: Belluno e Adriatica Pescara in Serie A2, Salaria Sport Village e Elmas in Serie B. Rimasto svincolato al termine dell'esperienza in Sardegna, Arteiro è ritornato in patria per giocare con l'Osasco, squadra della sua città natale. Nell'agosto 2014 ritorna nel campionato italiano, accordandosi con il Fabrizio appena ripescato in Serie A. Nel dicembre 2014 lascia la società coriglianese per approdare all'Odissea 2000 in Serie A2 con cui conclude la stagione. Nella stagione seguente si accorda con il Prato, militante nella medesima categoria.

### Nazionale
In possesso della doppia cittadinanza, nel 2008 ha preso parte con l'Under-21 italiana al campionato europeo di categoria disputato a San Pietroburgo, concluso dagli azzurrini al secondo posto.

## Palmarès
- Campionato di Serie A2: 2
Civitella: 2017-18 (girone A)
Petrarca: 2018-19 (girone A)